# 林跃生
林跃生，天津大学工业催化长江学者讲座教授，美国科学促进会会士、美国化工学会会士，主要从事无机膜科学和分离技术领域等方面的研究。

## 生平
林跃生1982年毕业于浙江大学化工系，曾在辛辛那提大学化工系任教。

## 荣誉
- 美国国家基金会职业奖
- 美国化工学会分离技术奖